# Tani Oluwaseyi
Tanitoluwa „Tani” Oluwatimikhin Oluwaseyi (ur. 15 maja 2000 w Abudży) – kanadyjski piłkarz pochodzenia nigeryjskiego występujący na pozycji napastnika, reprezentant Kanady, od 2024 roku zawodnik amerykańskiej Minnesoty United.
Urodził się w Nigerii, jednak w wieku dziesięciu lat wyemigrował wraz z rodziną do Kanady.